# Jesús de Nazareth
Jesús de Nazareth ist ein mexikanischer Spielfilm aus dem Jahr 1942 von José Díaz Morales. Er hat den Lebensweg und Tod Jesu Christi zum Thema.

## Handlung
Der Film beginnt mit einer einführenden Rede des mexikanischen Erzbischofs Luis María Martínez, in der er dem Film viel Erfolg wünscht und die Emotionalität und die Größe des Themas – des Lebens und Leidens Christi – betont. Vorangestellt wird ihm sodann eines der Ich-bin-Worte Jesu: „Ich bin das Licht der Welt. Wer mir nachfolgt, der wird nicht wandeln in der Finsternis, sondern wird das Licht des Lebens haben.“
Im 15. Regierungsjahr von Kaiser Tiberius verkündet Johannes der Täufer, dass Jesus Christus der Messias sei und tauft ihn. Jesus predigt zu den Menschen und bewirkt Wunder wie die Heilung eines Blinden oder die Auferweckung des Lazarus. Er vergibt Maria Magdalena ihre Sünden und bewahrt eine Ehebrecherin vor der Steinigung. Einem reichen jungen Mann erklärt er mit dem Gleichnis vom Nadelöhr das Verhältnis zwischen Reichtum und Himmel.
Bei seinem Einzug in Jerusalem erregt Jesus durch die Begeisterung, die er beim Volk auslöst, den Unmut der Hohepriester. Als er die Geldwechsler aus dem Tempel verjagt, beschließen die Hohepriester um Kajaphas, Jesus den Prozess zu machen.
Von Judas Iskariot verraten, hält Jesus das Letzte Abendmahl mit seinen Jüngern und wird im Garten Gethsemane verhaftet. Jesus wird von Pontius Pilatus – trotz der Warnungen von dessen Ehefrau – zum Tode verurteilt. Nach langem Kreuzweg wird er auf Golgatha ans Kreuz genagelt. Das Ende des Films deutet Jesu Auferstehung an.

## Produktion, Hintergrund, Musik, Veröffentlichung
Es handelt sich um eine Produktion von Pereda Films unter der Generalaufsicht von Ramon Pereda. Im Vorspann ist zu lesen, dass das gesamte technische und künstlerische Personal, das in den Film involviert sei, der Union de Trabajadores de estudios cinematograficos de mexico, seccion 2 del S. T. I.C. de la R. M., C. T. M. gehöre. Im Musiksegment wird der Coros de Madrigalistas erwähnt. Gedankt wird dem mexikanischen Erzbischof Martínez für seinen Besuch während der Dreharbeiten und die Worte, die er dem Film voranstellte, und für die man dankbar sei. Als kirchliche Berater des Erzbischofs fungierten der Presbyter Manuel Gómez und Doktor Antonio Brambila.
Die Filmaufnahmen entstanden in Mexiko. Jesús de Nazareth ist der erste mexikanische Film, der sich mit dem Leben und Leiden und dem Tod von Jesus beschäftigt. Nach den turbulenten Jahren des Bürgerkriegs in Mexiko zwischen Regierung und Bauernmilizen, die der katholischen Kirche nahestanden, hatte der damalige Präsident Manuel Ávila Camacho das Thema vorgeschlagen. Der im Exil lebende Spanier José Díaz Morales wurde beauftragt, einen entsprechenden Film zu drehen, in dem hauptsächlich spanische Schauspieler eingesetzt werden sollten, da diese in der Regel einen Erfolg an den Kinokassen versprachen.
Als Filmmusik kommen das Oratorium Der Messias von Georg Friedrich Händel (Filmvorspann, Auferstehung) sowie von Ludwig van Beethoven die Sinfonie Nr. 3 (die Eroica, während des Kreuzweges) und die Sinfonie Nr. 6 (die Pastorale; vor und zu Beginn der Predigt von Johannes dem Täufer, bei der Predigt Jesu nach seiner Taufe, sowie bei Jesu Tod am Kreuz) zum Einsatz.
In Mexiko hatte der Film am 26. März 1942 Premiere. Veröffentlicht wurde er auch in Brasilien. Der internationale englische Titel lautet Jesus of Nazareth.